# Polisportiva Sant'Antonio Abate 1971
La Polisportiva Sant'Antonio Abate 1971 S.S.D. A.R.L., comunemente nota come Sant'Antonio Abate, è una società calcistica italiana con sede nel comune di Sant'Antonio Abate (NA). Attualmente milita nel campionato di Eccellenza Campania nel girone B.
Dopo aver debuttato in Interregionale (odierna Serie D) nel 1987-1988, ha fatto ritorno in Serie D nel 2006-2007, dove ha militato fino alla stagione 2012-2013. Ha vinto la Coppa Italia Serie D nel 2011-2012. Nel 2016 ha ceduto il titolo di Eccellenza al Football Club Sorrento. A seguito di ciò la squadra che rappresenta la città è l'A.S.D. Virtus Sant'Antonio Abate che milita nel Girone E della Prima Categoria Campania. Nell'estate 2017 ha cambiato ufficialmente denominazione in A.S.D. A.C. Sant'Antonio Abate 1971.

## Storia
La società abatese nacque ad Agosto nel 1971 col nome di Associazione Calcio Sant'Antonio Abate, andando a ricostituire la dismessa squadra locale dell'Antoniana che aveva terminato l'attività calcistica nel 1968 in seguito ad un episodio in cui, durante una partita contro una compagine cilentana, un tifoso aveva morsicato e strappato l'orecchio ad un arbitro. Il club partì dalla Terza Categoria e scalò poco a poco le varie divisioni regionali fino ad approdare nel Campionato Interregionale, dopo aver conquistato il primo posto in Promozione nella stagione 1986-87.
Nella stagione dell'esordio in Interregionale il Sant'Antonio Abate si piazzò addirittura al terzo posto, dietro alle dominatrici del campionato, la Battipagliese e la Sarnese che chiusero il campionato a pari punti in testa (fu necessario uno spareggio in cui trionfò la Battipagliese). Tuttavia, in estate, la società non si iscrisse al successivo campionato di Interregionale.
Dopo un decennio tra Promozione e Prima Categoria, al termine della stagione 2001-02 fu promossa per ripescaggio in Eccellenza dopo aver terminato il campionato al secondo posto. Terminando al primo posto il girone B dell'Eccellenza al termine nella stagione 2005-06, ritornò in Serie D dopo quasi vent'anni di assenza.
È ritornata in Serie D dal campionato 2006-07. Dopo una buona stagione di esordio, con un settimo posto a ridosso dalla zona play-off, nei quattro anni successivi, a parte il 5º posto nella stagione 2009-10, per tre volte rischiò di retrocedere ai play-out: le prime due volte si salvò, ma nella stagione 2010-11 fu sconfitta proprio ai play-out dal Grottaglie e destinata a retrocedere in Eccellenza; tuttavia la LND la riammise in Serie D a completamento degli organici.
Nella stagione 2011-12 il Sant'Antonio Abate ottiene il 10º posto in campionato e ha vinto il suo primo trofeo nazionale, la Coppa Italia Serie D, superando nell'ordine CTL Campania (4-2 dcr), Viribus Unitis (4-2 dcr), Bacoli Sibilla (2-0), Pomigliano (5-3), Turris (3-1), Nardò (4-0), per poi sconfiggere la Viterbese (2-2/4-0) in semifinale e, infine, il 2 maggio 2012, il Sandonà Jesolo in finale (2-1). In virtù della vittoria della Coppa Italia Serie D il club si è qualificato ai play-off nazionali di Serie D venendo direttamente ammesso alla semifinale, dove venne eliminato dal Cosenza ai rigori dopo il 4-4 dei tempi regolamentari. Nella Stagione 2012-2013 perde i play-out contro il Nardò (0-0/0-0, il Nardò si salva grazie alla migliore posizione in campionato) e retrocede in Eccellenza.

## Colori
I suoi colori sociali sono il giallo e il rosso.

## Strutture

### Stadio
La A.C. Sant'Antonio Abate disputa le partite casalinghe allo stadio Vigilante Varone, sito in via Rostillo nel comune di Sant'Antonio Abate. L'impianto è dotato di una tribuna coperta da 1 000 posti e di una curva scoperta da 900 per una capienza totale di 1 900 spettatori. Il terreno di gioco è in sintetico ed ha una lunghezza di 105 metri ed una larghezza di 65 metri. È stato realizzato nell'anno 2004 dall'amministrazione comunale guidata dal dott. Gioacchino Alfano, lo stadio fortemente voluto e realizzato per la caparbietà del consigliere comunale nonché Presidente dell'omonima squadra di calcio dal 1998 al 2005, sig. dott. D'Ambrosio Cosimo.

## Allenatori e presidenti
- 1971-1980 ...
- 1980-1981  Dante Portelli
- 1981-1991 ...
- 1991-1992  Schettino
- 1992-1996 ...
- 1996-1997  Gianpiero Nocera
- 1997-2004  Domenico Izzo
- 2004-2005  Catello Gargiulo
 Salvatore Nastri
- 2005-2006  Salvatore Nastri
- 2006-2007  Salvatore Nastri
 Guglielmo Bacci
 Catello Gargiulo
- 2007-2009  Salvatore Nastri
- 2009-2010  Mario Di Nola
- 2010-2015 ...
- 2015-2016  Michele Cimmino
 Vincenzo Criscuolo
- 2017- 2018  Mario Saulle
- 2019  Vincenzo D'Aniello
- 2019 -  Antonino Amarante

## Palmarès

### Competizioni nazionali
- Coppa Italia Serie D: 1

2011-2012

### Competizioni regionali
- Eccellenza: 1

2005-2006 (girone B)
- Promozione: 1

1986-1987 (girone C)
- Prima Categoria: 4

1978-1979 (girone ?); 1984-1985 (girone ?); 1995-1996 (girone ?); 1999-2000 (girone ?)

### Altri piazzamenti
- Campionato Interregionale:

Terzo posto: 1987-1988 (girone I)
- Promozione:

Secondo posto: 2000-2001 (girone B), 2001-2002 (girone B)
Terzo posto: 2018-2019 (girone B)
- Coppa Italia Dilettanti Campania:

Finalista: 2004-2005

## Statistiche e record

### Partecipazione ai campionati
| Livello | Categoria                 | Partecipazioni | Debutto   | Ultima stagione | Totale |
| ------- | ------------------------- | -------------- | --------- | --------------- | ------ |
| 5º      | Campionato Interregionale | 1              | 1987-1988 | 1987-1988       | 8      |
| 5º      | Serie D                   | 7              | 2006-2007 | 2012-2013       | 8      |

### Partecipazione alle coppe
| Competizione            | Partecipazioni | Debutto   | Ultima stagione | Totale |
| ----------------------- | -------------- | --------- | --------------- | ------ |
| Coppa Italia Dilettanti | 1              | 1987-1988 | 1987-1988       | 8      |
| Coppa Italia Serie D    | 7              | 2006-2007 | 2012-2013       | 8      |